# سلبی (داکوتای جنوبی)
سلبی(به انگلیسی: Selby) شهری در ایالت داکوتای جنوبی کشور ایالات متحده آمریکا است که جمعیت آن در سرشماری سال ۲۰۱۰ میلادی، ۶۴۲ نفر بوده‌است.